# کیم برنان
کیم برنان (انگلیسی: Kim Brennan؛ زادهٔ ۹ اوت ۱۹۸۵) قایقران روئینگ اهل استرالیا بود.